# Akilia
L'illa d'Akilia està a Groenlàndia occidental, aproximadament a 22 kilómetres al sud de Nuuk a les coordenades 63°55′59″N 51°40′01″O / 63.933, -51.667. S'hi troba una formació rocosa que conté les que podrien ser les roques sedimentàries mes antigues de la Terra i, possiblement, la prova mes antiga de la presència de la vida al planeta.